# کاپیتان (فیلم ۲۰۰۶)
کاپیتان 
(به آسامی: Adhinayak) و (به انگلیسی: Captain) فیلمی هندی محصول سال ۲۰۰۶ و به کارگردانی جاتین بورا است. در این فیلم بازیگرانی همچون جاتین بورا، آروپ بورا، نیشیتا گوسوامی، هیرانیا دکا و چتانا داس ایفای نقش کرده‌اند.